# Tania Rubio
Tania Rubio (* 1987 in Mexiko-Stadt) ist eine mexikanische Komponistin.

## Leben
Rubio studierte Komposition in Mexiko-Stadt und in Buenos Aires. Im Sommer 2019 erhielt sie vom Archiv Frau und Musik in Kooperation mit der Hochschule für Musik und Darstellende Kunst Frankfurt am Main ein dreimonatiges Arbeitsstipendium als Composer in Residence in Frankfurt am Main.
Nach ihrer Zeit in Frankfurt plant sie in Linz mit ihrer Dissertation zu beginnen.

## Schaffen
Rubio verbindet in ihren Kompositionen Elektronische Musik mit Naturlauten sowie das traditionelle Instrumentarium Südamerikas mit jenem des klassischen Orchesters.